# Neue Jüdische Rundschau
Die Neue Jüdische Rundschau war eine deutschsprachige jüdische Wochenzeitung, die von 1926 bis 1930 in Czernowitz (rum. Cernăuți, ukr. Tscherniwzi) in Großrumänien erschienen ist. Die von Manfred Reifer herausgegebene und redigierte Zeitung unterstützte die zionistische Bewegung und publizierte zahlreiche Berichte zur jüdischen Ansiedlung in Palästina. Überdies bot sie ihren Lesern nationale wie internationale Nachrichten zu jüdischen Gemeinden und zur staatlichen Politik. Ebenso wie andere zeitgenössische jüdische Blätter protestierte auch die Neue Jüdische Rundschau gegen antisemitische Vorfälle und Ausschreitungen, die sich in Rumänien, aber auch in anderen Ländern ab der zweiten Hälfte der 1920er Jahre mehrten.

„Nur bei einer gründlichen Vorbereitung und tiefen Einstellung zum Zionismus kann das jüdische Volk Opfer an Menschen und Geld bringen, die Grundbedingungen für den Aufbau einer neuen Gemeinschaft im eigenen Lande. Unsere Zeitung will den Weg zu dieser Neueinstellung zeigen. (...) Die zionistische Bewegung bedeutet, in ihrer tiefsten Tiefe erfasst, die grosse Revolutionierung des jüdischen Volkes und vielleicht auch der ganzen Menschheit. Das neue Staatswesen in Palästina soll ganz anders konstruiert werden als es die Maximen der gegenwärtigen europäischen Gesellschaftsordnungen vorschreiben. (...) Aus diesem Grunde muss der Zionismus zu allen Fragen des jüdischen Lebens in der Galuth [d.h. jüdischen Diaspora] Stellung nehmen, aus demselben Grunde die Forderung nach der Zionisierung der Galuth erheben. (...) Unsere Zeitung wird für diese Auffassung zionistischer Betätigung in der Galuth eintreten.“